# يوسف كمال
الأمير يوسف كمال (1882 - 1965) هو جغرافى مصري وهو مؤسس مدرسة الفنون الجميلة في العام 1905 وجمعية محبي الفنون الجميلة العام 1924 وشارك في تأسيس الأكاديمية المصرية للفنون بروما.

## حياته
يوسف كمال باشا بن أحمد كمال بن أحمد رفعت بن إبراهيم باشا بن محمد علي باشا. أمير من أسرة محمد علي باشا. جاءت الترجمة الشخصية للأمير يوسف كمال في هذين الكتابين: "صفوة العصر" و "دليل الطبقة الراقية

### رحالة
كان شديد الولع باصطياد الوحوش المفترسة وغامر في في سبيل ذلك إلى أفريقيا الجنوبية وبعض بلاد الهند وغيرها واحتفظ بالكثير من جلود فرائسه وبعض رؤوسها المحنطة وكان يقتنيها بقصوره العديدة بالقاهرة والإسكندرية ونجع حمادي مع تماثيل من المرمر ومجموعة من اللوحات النادرة.

### جغرافي

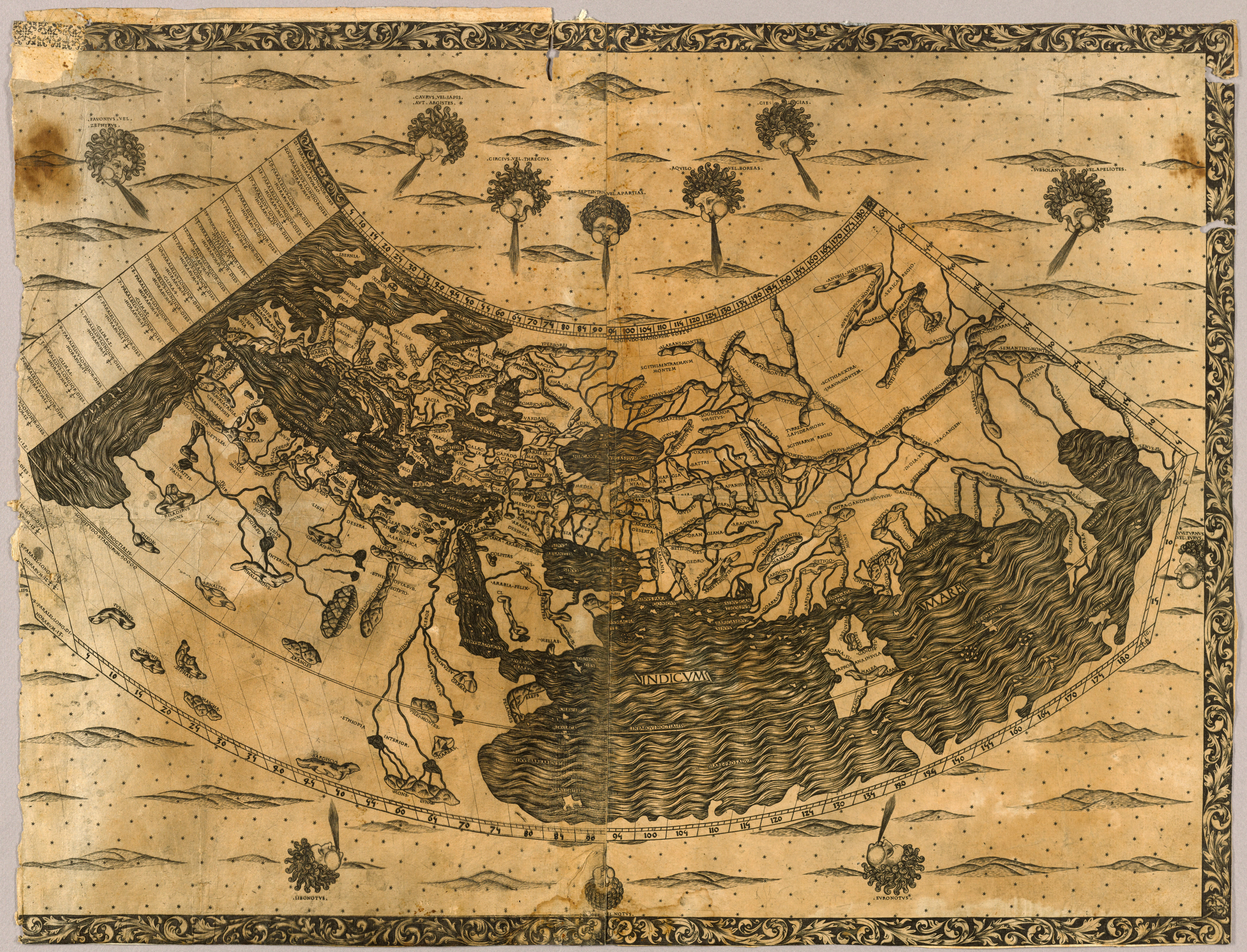
صورة خريطة نشرها الأمير يوسف كمال

لقدكان مغرماً بأحداث التاريخ وجغرافية البلاد ومن هنا أنفق على ترجمة بعض الكتب الفرنسية التي اختارها فنقلت إلى العربية وطبعت على حسابه منها:
- وثائق تاريخية وجغرافية وتجارية عن إفريقيا الشرقية من تأليف مسيو جيان
- المجموعة الكمالية في جغرافية مصر والقارة (13مجلداً)بالعربية والفرنسية
- كتاب بالسفينة حول القارة الأفريقية
- رحلة سياحة في بلاد الهند والتبت الغربية وكشمير1915م.

## تقديره للفن
أسس كلية الفنون الجميلة وقدم الكثير من أجل الفن والثقافة خاصةً مجموعة المقتنيات التي ساهم بها لالمتحف الإسلامي وهي عبارة عن آثار وقفية من الثريات ومنابر المساجد والسيوف والمشغولات الذهبية والمصاحف والدروع قدمها تباعاً من أوائل القرن التاسع عشر وحتى عام 1927م وقد حرص على تسجيل كل قطعة مع وصف تفصيلى لكل منها وذكر منشأها وتاريخ صنعها. كما شارك في تأسيس الأكاديمية المصرية للفنون بروما.

## ثروته

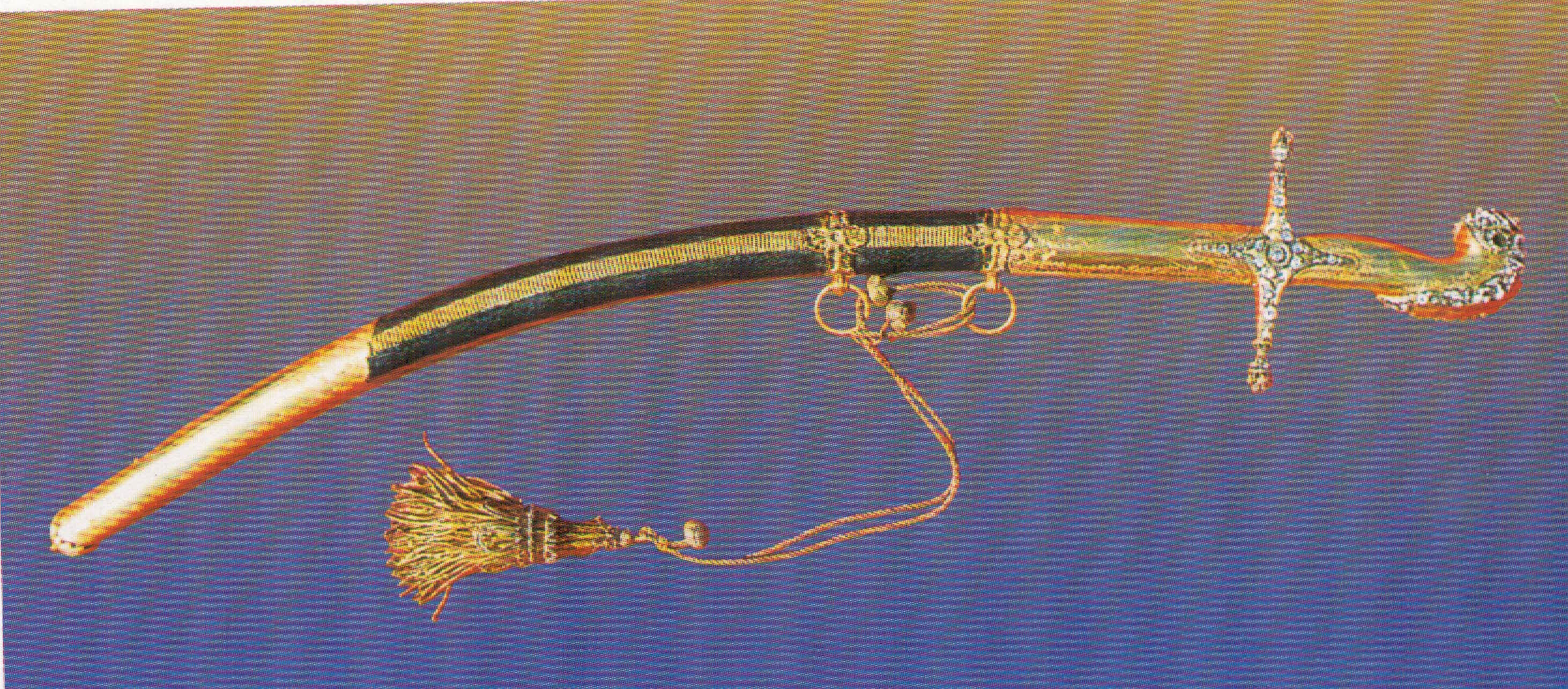
سيف الأمير يوسف كمال من متحف المجوهرات الملكية

كان من أغنى أغنياء مصر في عصره في عام 1937م قدر إيرادأملاكه بمائة ألف جنيه وفي عام 1934م قدرت ثروته بحوالي 10 ملايين جنيه وكان في هذا العام أغنى شخصية في مصر بينما في عام 1948م كان يمتلك حوالي 17ألف فدان تدر دخلاً يقدر ب340ألف جنيه في العام.

## تقديره للعلم
كما أهدى مجموعة من الطيور المحنطة ورءوس الحيوانات المفترسة من صيده إلى متحف فؤاد الأول الزراعي وبعضها ضم إلى متحف محمد على بالمنيل وأهدى أيضاً آلاف الكتب المصورة عن الطيور والحيوانات إلى دار الكتب المصرية وجامعة فؤاد الأول(جامعة القاهرة الآن) وتضمها حالياً المكتبة المركزية بجامعة القاهرة. وكان ثالث رئيس لجامعة القاهرة.

## إنظر أيضا
- الجمعية الجغرافية المصرية
- نادي السيارات
- قصر الأمير يوسف كمال (قنا)